# 大二度

以 9:8 所組成的大二度音程，亦稱作大全音。.

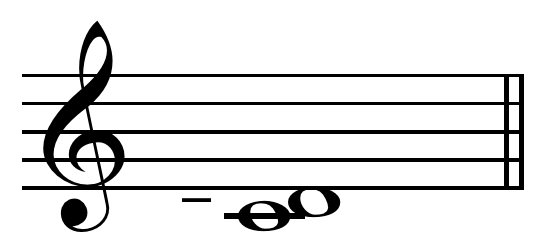
以 10:9 所組成的大二度音程，亦稱作小全音。.

大二度（Major Second，簡寫為M2）是音程的一種，需要符合以下的條件：
1. 組成音程的兩個音，它們音名必須為相鄰。（A和B、B和C、C和D、D和E、E和F、F和G、G和A）
2. 兩音的音距為2個半音，亦即是1個全音。

在鋼琴上，兩個相鄰並且顏色相同的琴鍵，通常都是呈大二度。黑色琴鍵大抵都符合要求，至於白色琴鍵，除了E鍵、F鍵和B鍵、C鍵這兩組是呈半音外，其他組合均為大二度。
在泛音列中，第8個和第9個之間，以及第9個和第10個之間的音程，都是大二度。但兩者的純律卻有不同，因此西方音樂理論亦有將大二度再細分為「大全音」（Major Tone）及「小全音」（Minor Tone），兩者的音分差值為22。一般人的聽覺未必能夠察覺得出兩者的差別。畢氏音程中，大二度的頻率比例為9:8（{\displaystyle {\frac {3^{2}}{2^{3}}}}），得出音分為203.9，與大全音的音分幾近相同。
在古典時期或以前，大二度被歸納為不協調音程，因將兩個音的頻率重疊起來時，波幅呈現不規則的頻率；但在不少的民族音樂上，大二度是其中一個重要的和聲元素，因此自浪漫樂派後期崇尚民族音樂特色的冒起，以及新古典主義中新舊音樂理論共融，大二度音程漸漸被作曲家所採用。